# Loch Sheldrake
Loch Sheldrake es un área no incorporada (o aldea) ubicada en el condado de Sullivan en el estado estadounidense de Nueva York.

## Geografía
Loch Sheldrake se encuentra ubicado en las coordenadas 41°46′13″N 74°39′27″O / 41.77028, -74.65750.